# Wilhelm Xylander (humanist)
Wilhelm Xylander, född den 26 december 1532 i Augsburg, död den 10 februari 1576 i Heidelberg, var en tysk humanist. Han hette ursprungligen Holtzmann, varav Xylander är den grekiska översättningen. 
Xylander blev 1558 professor i grekiska vid Heidelbergs universitet. Han var en av de lärdaste männen på sin tid. Han skrev Institutiones aphoristicae logicae Aristotelis (1577) med mera, utgav editioner av flera antika författare och verkställde såväl i språkligt som i kritiskt hänseende värdefulla latinska översättningar av bland annat Euripides (1558), Dio Cassius romerska historia (samma år), Plutarchos Vitae (1561) och Moralia (1570), Strabons geografi (1571), Pausanias resebeskrivning (1583; ny upplaga 1613) och Diofantos matematiska skrifter (1575), vilka dittills varit okända.